# Becky G
Rebbeca Marie Gomez (Inglewood, 2 maart 1997), alias Becky G, is een Amerikaanse zangeres, danseres en actrice. Ze verkreeg in 2011 bekendheid nadat zij verschillende video's waarin ze zingend te zien was op YouTube had geplaatst. Later zette ze al deze covers op een mixtape getiteld @itsbeckygomez. Ze schreef het nummer "Oath" voor Cher Lloyd en werd gevraagd voor een couplet voor de remix "Die Young" van Ke$ha.

## Levensloop
Gomez werd geboren in de buurt van Los Angeles en groeide daar ook op. Haar prille jeugd bracht ze door in Moreno Valley, Californië. Toen ze negen jaar oud was, werden haar ouders door financiële problemen gedwongen hun huis te verkopen en verhuisden ze naar de verbouwde garage van haar grootouders in Inglewood, Californië. Gomez wilde geld verdienen voor haar familie en begon met voice-overs en reclamewerk. Ook zat ze in twee meidengroepen, G.L.A.M. en B.C.G.,en ze had een rol in de speelfilm A-X-L (2018).

## Muzikale carrière
Begin 2011 zette ze verschillende remixvideo's op YouTube, met haar eigen tekst op bekende hiphop- en popnummers. Deze nummers verschenen ook op de mixtape @itsbeckygomes. Haar cover van Kanye West en Jay-Z's "Otis" verscheen op 15 september 2011. Dit trok de aandacht van oud-songwriter Dr. Luke, die ervoor zorgde dat ze bij Sony Music Entertainment/Kemosabe Records terechtkwam.
Op 12 juni 2012 bracht ze samen met Cody Simpson het nummer "Wish U Were Here" uit. In juli 2012 bracht ze een eigen nummer uit op YouTube: "Turn the Music Up". Op 2 oktober bracht ze samen met Cher Lloyd de single "Oath" uit, waarvan in de Verenigde Staten meer dan 140.000 exemplaren werden verkocht en die op nummer 73 terechtkwam in de Billboard Hot 100. Samen met Will.i.am bracht ze de single "Problem" uit, die ook nog als remix in de film Hotel Transylvania terechtkwam. Op 13 september 2012 kwam de muziekvideo uit voor het nummer. Op 23 november 2012 bracht Ke$ha het nummer "Die Young" uit, waarin Gomez een rol speelde samen met Juicy J en Wiz Khalifa. Ook maakte Gomez een remixversie van "Jenny from the Block" van Jennifer Lopez getiteld "Becky from the Block". De muziekvideo kwam op 8 april 2013 uit.
Op 6 mei 2013 kwam de video uit voor "Play It Again". Dit werd de eerste single van haar ep Play It Again, die op 16 juli 2013 verscheen. Op de ep stonden ook nog niet-verschenen nummers: "Can't Get Enough" met Pitbull, "Built for This", "Zoomin' Zoomin'" en "Lovin What You Do". Gomez stond in februari 2014 samen met de Amerikaanse zangeres Jasmine V op de omslag van het tijdschrift Latina. Gomez zal de opening verzorgen van enkele concerten tijdens Katy Perry's Prismatic World Tour, twee in Houston en twee in Mexico.
Op 23 april 2014 kwam de eerste single van haar debuutalbum uit, "Shower". Ze kwam op nummer 75 binnen in de Billboard Hot 100. Bovendien kreeg ze haar eerste nummer 1-notering in de Billboard Latin Rhythm Airplay Chart.
Op 30 juni 2014 kwam de single "Shower" van haar gelijknamige album uit.

## Discografie

### Studioalbums
- Mala Santa (2019)
- Esquemas (2022)

### Singles
| Single met eventuele hitnotering(en) in de Nederlandse Top 40 | Datum van verschijnen | Datum van binnenkomst | Hoogste positie | Aantal weken | Opmerkingen                                                |
| ------------------------------------------------------------- | --------------------- | --------------------- | --------------- | ------------ | ---------------------------------------------------------- |
| Shower                                                        | 2014                  | 23-08-2014            | 5               | 23           | Nr. 9 in de Single Top 100                                 |
| Can't Stop Dancin'                                            | 2014                  | 22-11-2014            | tip1            | -            |                                                            |
| Wild Mustang                                                  | 2015                  | 29-08-2015            | tip2            | -            | met Yellow Claw & Cesquaux / Nr. 93 in de Single Top 100   |
| Mad Love                                                      | 2018                  | 24-03-2018            | 10              | 16           | met Sean Paul & David Guetta / Nr. 23 in de Single Top 100 |
| Sin Pijama                                                    | 2018                  | 14-07-2018            | tip11           | -            | met Natti Natasha / Nr. 97 in de Single Top 100            |
| Arranca                                                       | 2023                  | 26-05-2023            | 9               | 18           | met Omega                                                  |

| Single met hitnotering(en) in de Vlaamse Ultratop 50 | Datum van verschijnen | Datum van binnenkomst | Hoogste positie | Aantal weken | Opmerkingen      |
| ---------------------------------------------------- | --------------------- | --------------------- | --------------- | ------------ | ---------------- |
| Wish U Were Here                                     | 2012                  | 08-09-2012            | tip10           | -            | met Cody Simpson |
| Shower                                               | 2014                  | 13-09-2014            | tip14           | -            |                  |
| Arranca                                              | 2023                  | 10-06-2023            | 8               | 21           | met Omega        |

Singles
- 2012: Problem (The Monster Remix) (met Will.i.am)
- 2013: Becky from the Block
- 2013: Play It Again
- 2013: Magik 2.0 (met Austin Mahone)
- 2014: Can't Stop Dancing
- 2014: Shower
- 2014: Can't Get Enough (met Pitbull)
- 2015: Lovin' So Hard
- 2015: Break A Sweat
- 2015: You Love It
- 2016: Sola
- 2016: Mangú
- 2017: Todo Cambio
- 2017: Mayores (met Bad Bunny)
- 2018: Mad Love (met Sean Paul & David Guetta)
- 2018: Ya Es Hora (met Ana Mena & De La Ghetto)
- 2018: Sin Pijama (met Natti Natasha)
- 2020: My Man
- 2020: No Drama (met Ozuna)

Gastmuzikante
- 2012: Wish U Were Here (met Cody Simpson)
- 2012: Oath (met Cher Lloyd)
- 2015: Como Tú No Hay Dos (met Thalía)
- 2015: Wild Mustang (met Yellow Claw & Cesquaux)
- 2016: Take It Off (met Lil Jon & Yandel)
- 2017: Si Una Vez (If I Once) (met Play-N-Skillz, Frankie J & Kap G)
- 2017: Que Nos Animemos (met Axel)
- 2018: Don't Go (met Vice & Mr Eazi)
- 2018: Bubalu (met DJ Luian, Mambo Kingz, Anuel AA & Prince Royce)
- 2019: Cómo No (met Akon)
- 2019: Chicken Noodle Soup (met J-HOPE)
- 2019: GIANTS (met True Damage, Keke Palmer, SOYEON, DUCKWRTH & Thutmose)
- 2020: Otro Día Lluvioso, (met. Juhn, Lenny Tavarez, Becky G Ft. Dalex).

Overige singles
- 2013: Hola Hola
- 2013: Built for This
- 2013: Zoomin'
- 2013: Lovin' What You Do

## Filmografie
| Jaar | Titel                          | Rol               | Opmerkingen       |
| ---- | ------------------------------ | ----------------- | ----------------- |
| 2008 | La Estación de la Calle Olvera | Nina              |                   |
| 2014 | Mahomie Madness                | Zichzelf          | Eén aflevering    |
| 2014 | Teens Wanna Know               | Zichzelf          | Eén aflevering    |
| 2014 | Tu Día Alegre                  | Zichzelf          | Eén aflevering    |
| 2015 | Austin & Ally                  | Zichzelf          | Eén aflevering    |
| 2015 | Empire                         | Valentina Galindo | Twee afleveringen |
| 2018 | La Voz Argentina               | Zichzelf          |                   |

| Jaar | Titel         | Rol           | Opmerkingen |
| ---- | ------------- | ------------- | ----------- |
| 2008 | El Tux        | Claudia Gómez | Korte film  |
| 2017 | Power Rangers | Trini         |             |
| 2018 | Gnome Alone   | Chloe         | Stem        |
| 2018 | A.X.L.        | Sara Reyes    |             |
| 2023 | Blue Beetle   | Khaji-Da      | Stem        |

- Bibliothèque nationale de France: cb16687932g (data)
- Gemeinsame Normdatei: 1232678392
- International Standard Name Identifier: 0000 0003 9962 0631
- Library of Congress Control Number: no2013000970
- MusicBrainz: eb90c8b8-d733-4c14-a293-105c3d1ba9b3
- Nederlandse Thesaurus van Auteursnamen: 417588259
- Virtual International Authority File: 294952165
- WorldCat: E39PBJvRVVvDr8Q3fWQ6vKBVmd